# هنري وولف (مصور)
هنري وولف (بالألمانية: Henry Wolf؛ بالإنجليزية: Henry Wolf) هو مصور ومصمم جرافيك نمساوي وأمريكي، ولد في 23 مايو 1925 في فيينا في النمسا، وتوفي في 14 فبراير 2005 في نيويورك في الولايات المتحدة.